# Frei Hugolino
Hugolino Back, mais conhecido como Frei Hugolino e nascido Evaldo Back (Angelina, 6 de maio de 1926 – Florianópolis, 19 de abril de 2011), foi um religioso franciscano parapsicólogo e escritor brasileiro conhecido pelo poder de cura através da imposição das mãos.

## Biografia
Natural de Angelina e descendente de imigrantes alemães, modestos agricultores e profundamente religiosos, Hugolino aos 17 anos de idade decidiu seguir na vida religiosa. Seguiu para Rio Negro no Paraná, onde recebeu o hábito. Passou a maior parte dos anos de sua vida estudando e realizando atividades religiosas.
No ano de 1974, inicia seus estudos em parapsicologia. Mas foi em 1978 que veio o convite do Monsenhor Arlindo Monbach, até então sediado em Blumenau, para fazer um curso na área.
| “ | Já estava velho, me preparando para morrer. Fiz o curso para poder me curar. | ” |

Foi então que Frei Hugolino passou a atender as pessoas na ajuda da cura pela imposição das mãos. Já sediado na cidade de Santo Amaro da Imperatriz em Santa Catarina aonde chegou em 27 de abril de 1985, atendia os fiéis nos conventos da Ordem Fraciscana onde morava, mas logo, devido ao grande número de pessoas que o procuravam, se estabeleceu no conventinho do Espírito Santo, próximo a Igreja Matriz da cidade.
Em 1990, Frei Hugolino publicou em coautoria com o Dr. Pedro Antônio Grisa o livro A Cura pela Imposição das Mãos.

## Morte
Frei Hugolino veio a falecer no dia 19 de abril de 2011 aos 84 anos de idade, por conta de um câncer. Ele estava hospitalizado havia uma semana no Hospital de Caridade em Florianópolis e não resistiu a uma cirurgia a que veio a ser submetido.
Mesmo doente e hospitalizado, Frei Hugolino não deixava de atender os fiéis que o procuravam.

## Transferências
- 02/02/1960 Guaratinguetá / Seminário
- 15/01/1971 Rio de Janeiro / Santo Antônio.
- 20/09/1976 Blumenau
- 18/01/1980 Alemanha / Mörmter / Xanten
- 15/12/1982 Guaratinguetá / Graças
- 23/04/1985 Santo Amaro da Imperatriz